# Stazione meteorologica di Resia
La stazione meteorologica di Resia è la stazione meteorologica di riferimento relativa alla località di Resia.

## Coordinate geografiche
La stazione meteorologica è situata nell'Italia nord-orientale, nel Friuli-Venezia Giulia, in provincia di Udine, nel comune di Resia, a 490 metri s.l.m. e alle coordinate geografiche 46°13′N 13°11′E.

## Dati climatologici
Secondo i dati medi del trentennio 1961-1990, la temperatura media del mese più freddo, gennaio, si attesta a -3,2 °C, mentre quella del mese più caldo, luglio, è di +18,8 °C .
| Resia              | Mesi | Mesi | Mesi | Mesi | Mesi | Mesi | Mesi | Mesi | Mesi | Mesi | Mesi | Mesi | Stagioni | Stagioni | Stagioni | Stagioni | Anno |
| Resia              | Gen  | Feb  | Mar  | Apr  | Mag  | Giu  | Lug  | Ago  | Set  | Ott  | Nov  | Dic  | Inv      | Pri      | Est      | Aut      | Anno |
| ------------------ | ---- | ---- | ---- | ---- | ---- | ---- | ---- | ---- | ---- | ---- | ---- | ---- | -------- | -------- | -------- | -------- | ---- |
| T. max. media (°C) | 0,4  | 2,3  | 6,6  | 10,9 | 17,5 | 22,3 | 24,4 | 23,7 | 20,3 | 14,6 | 8,6  | 2,6  | 1,8      | 11,7     | 23,5     | 14,5     | 12,9 |
| T. min. media (°C) | −6,8 | −5,4 | −1,3 | 3,7  | 8,2  | 11,6 | 13,1 | 12,0 | 8,6  | 4,5  | −0,2 | −4,9 | −5,7     | 3,5      | 12,2     | 4,3      | 3,6  |